# 长足伊兰猛水蚤
长足伊兰猛水蚤（学名：Elaphoidella superpedalis）为异足猛水蚤科伊兰猛水蚤属的动物，是中国的特有物种。分布于广东等地，多栖息于江河沿岸的纯淡水中。